# 桌游模拟器
桌游模拟器（英語：Tabletop Simulator）是一款可供玩家在多人物理沙盒中创建桌游的独立游戏。由Berserk Games在2014年2月成功众筹后开发，并于次年6月发布。